# 科拉达阿迪县
科拉达阿迪县（英語：Kra Daadi district）是印度阿鲁纳恰尔邦的一个县。该县位于中印争议的“藏南地区”中，中华人民共和国不承认印度对其主权，行政区划上划归西藏自治区错那县管辖。
2015年2月7日自库朗库美县析出，成为阿鲁纳恰尔邦的第19个县。